# Elba Esther Gordillo

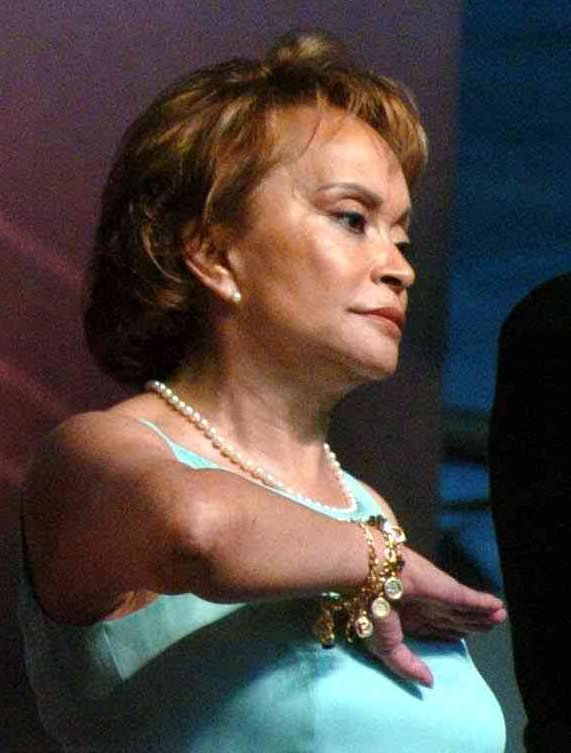
Elba Esther Gordillo

Elba Esther Gordillo (* 6. Februar 1945 in Comitán de Domínguez, Chiapas) ist eine mexikanische Politikerin und war von 1989 bis 2013 Präsidentin der Lehrergewerkschaft SNTE (Sindicato Nacional de Trabajadores de la Educación).

## Politische Karriere
Gordillo trat 1970 in die Partei der Institutionellen Revolution (PRI) ein, durchlief verschiedene Parteifunktionen und stieg bis zur Generalsekretärin auf. Dank ihrer engen Beziehung zum Chef der Gewerkschaft SNTE (1972–1989), Carlos Jonguitud Barrios, machte sie auch in der SNTE Karriere. Nach einem Lehrerstreik setzte Präsident Carlos Salinas sie 1989 als neue Vorsitzende der SNTE ein.
Diese Ämterkumulation machte La Maestra zu einer der einflussreichsten Politikerinnen in Mexiko. Nachdem sie die Vorwahlen zur Präsidentschaftskandidatur 2006 gegen Roberto Madrazo verloren hatte, wurde sie im Juli 2006 wegen illoyalen Verhaltens aus der PRI ausgeschlossen. Sie schloss sich der Partido Nueva Alianza (PANAL) an.
Am 27. Februar 2013 wurde sie wegen des Vorwurfs der Unterschlagung von ungefähr 150 Millionen Euro am Flughafen in Toluca festgenommen.